# Tiantong Lu
Tiantong Lu (chiń. 天潼路站站) – stacja początkowa metra w Szanghaju, na linii 10. Zlokalizowana jest pomiędzy stacjami Sichuan Bei Lu i Nanjing Dong Lu. Została otwarta 10 kwietnia 2010.